# 德拉
德拉（阿拉伯語：درعا）是叙利亚南部城市，德拉省省会。位于首都大马士革以南约100公里处，靠近约旦边境。

## 歷史
敘利亞內戰期間，德拉是最早爆發反阿薩德起義的城市。2011年初，德拉市爆发大规模反政府示威活动，抗议者一度控制了城市。叙利亚安全部队对德拉市进行军事进攻，造成大量人员伤亡。
2018年7月12日，叙利亚政府军收复德拉。2018年後，德拉的反對派在俄羅斯壓力下一度與政權「和解」。
2024年12月6日，德拉再次爆發反政權起義，隨後南方作戰室於12月7日拿下德拉市。